# Taferlklaussee
Der Taferlklaussee liegt am Nordfuß des Höllengebirges im Gemeindegebiet von Altmünster, im Salzkammergut, Oberösterreich.

## Lage
Der See liegt direkt an der Großalm-Landesstraße (L544, Altmünster – Steinbach am Attersee).
Der See hat eine Fläche von etwa 1,5 ha, ist ca. 200 Meter lang und 120 Meter breit, und liegt auf 763 m ü. A. Höhe.

## Geschichte,  Gewässertypologie und Naturschutz
Die Taferlklause wurde ca. 1716 erbaut, als man den Aurachbach aufgestaut hatte, um ihn mit dem Klauswehr für die Holztrift zu nutzen. Die Stauanlage wurde nicht aufgegeben, sondern als Fischgewässer weitergenutzt.
Der See mit Uferzone  ist heute als Naturschutzgebiet (N039, 8,5095 ha) ausgewiesen.
Das klare Wasser besitzt Trinkwasserqualität. Das Südufer ist moorig und unzugänglich, es handelt sich um ein kleines Hochmoor sowie eine Grauerlenau.

## Tourismus und Brauchtum

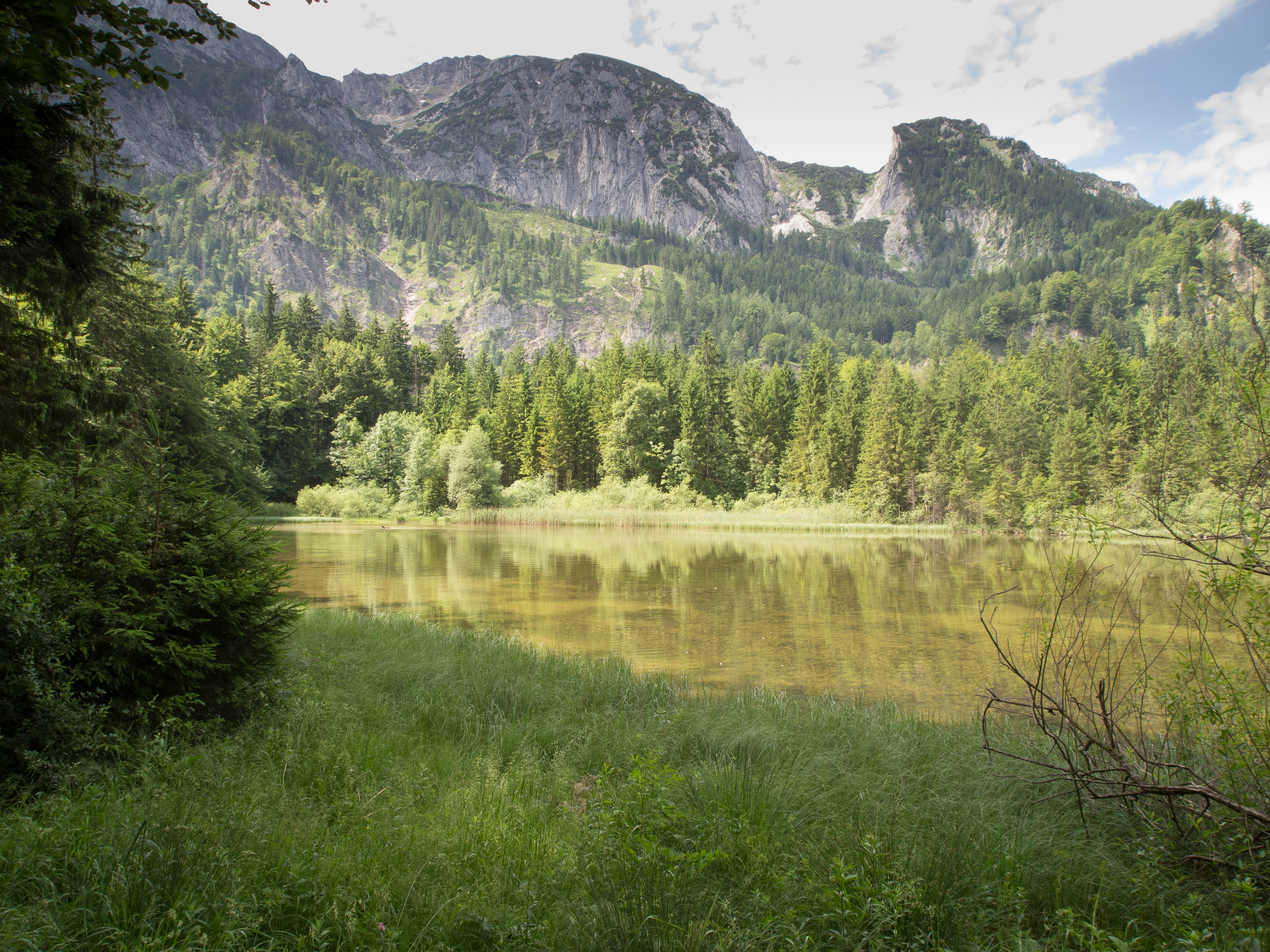
Taleinwärts auf den Hochleckenkogel, rechts das Grenzeck, Mitte links der Aurach-Ursprung

Der See kann von Altmünster am Traunsee durch eine etwa dreieinhalbstündige Wanderung erreicht werden, ebenso von Seefeld bzw. Steinbach am Attersee. Bei der Taferlklause gibt es eine Jausenstation.
Ein gut angelegter Wanderweg führt rund um den See, für eine Umrundung benötigt man etwa eine halbe Stunde, wobei man eine ständige Aussicht auf den See hat. Wanderwege führen vom Parkplatz Taferlklaussee auf den Hochlecken und zum Hochleckenhaus, zur Kienklause und weiter zum Attersee.
Im Sommer, jeweils am 15. August, findet ein Echoblasen am Taferlklaussee statt, ein altes Brauchtum im Salzkammergut, bei dem mehrere Bläsergruppen am Ufer Weisen unter Ausnutzung des Echos von den Wänden des Aurach-Ursprungs blasen. Im Winter kann man auf dem See Eislaufen oder Eisstockschießen.

## Nachweise
- Taferlklaussee, Naturschutzgebiet n039, Land Oberösterreich, Geografisches Naturschutzinformationssystem (GENISYS)
- Eintrag zu Taferlklaussee im Austria-Forum, Autor/Redaktion: Hilde und Willi Senft, Wissenssammlung: Eine Auswahl aus den schönsten Seen Österreichs, Oberösterreich Nr. 16